# Comuna Copăcele, Caraș-Severin
Copăcele (în ucraineană копашиль, transliterat: Kopașîl) este o comună în județul Caraș-Severin, Banat, România, formată din satele Copăcele (reședința), Ohaba-Mâtnic, Ruginosu și Zorile.

## Demografie
Componența etnică a comunei Copăcele
     Ucraineni (50,75%)
     Români (42,77%)
     Alte etnii (0,23%)
     Necunoscută (6,24%)
Componența confesională a comunei Copăcele
     Ortodocși (84,74%)
     Penticostali (3,7%)
     Alte religii (2,43%)
     Necunoscută (9,13%)
Conform recensământului efectuat în 2021, populația comunei Copăcele se ridică la 865 de locuitori, în scădere față de recensământul anterior din 2011, când fuseseră înregistrați 1.111 locuitori. Majoritatea locuitorilor sunt ucraineni (50,75%), cu o minoritate de români (42,77%), iar pentru 6,24% nu se cunoaște apartenența etnică. Din punct de vedere confesional, majoritatea locuitorilor sunt ortodocși (84,74%), cu o minoritate de penticostali (3,7%), iar pentru 9,13% nu se cunoaște apartenența confesională.

## Politică și administrație
Comuna Copăcele este administrată de un primar și un consiliu local compus din 9 consilieri. Primarul, Ion-Ilie Hîrțaucă[*], de la Partidul Social Democrat, este în funcție din 2012. Începând cu alegerile locale din 2024, consiliul local are următoarea componență pe partide politice:
|  | Partid                           | Consilieri | Componența Consiliului | Componența Consiliului | Componența Consiliului | Componența Consiliului | Componența Consiliului |
|  | -------------------------------- | ---------- | ---------------------- | ---------------------- | ---------------------- | ---------------------- | ---------------------- |
|  | Partidul Social Democrat         | 5          |                        |                        |                        |                        |                        |
|  | Alianța pentru Unirea Românilor  | 2          |                        |                        |                        |                        |                        |
|  | Uniunea Ucrainenilor din România | 1          |                        |                        |                        |                        |                        |
|  | Forța Dreptei                    | 1          |                        |                        |                        |                        |                        |